# Aloys Christof Wilsmann
Aloys Christof Wilsmann (* 18. April 1899 in Werl, Westfalen; † 20. April 1966 in Nürnberg) war ein deutscher Journalist, Mediziner und Amateurzauberkünstler. 

## Leben

### Der Journalist
Aloys Christof Wilsmann studierte nach dem Abitur Philosophie, Literatur, Kunstgeschichte, Volkswirtschaft und Medizin in Marburg und Münster. In Münster promovierte er zum Dr. med.
Nach dem Zweiten Weltkrieg war er Mitbegründer und zeitweise Chefredakteur der Illustrierten Gong-Funk-Fernsehwelt und der Jugendzeitschrift Liliput – Die fröhliche Jugendzeitschrift.
1960 trat Wilsmann gesundheitsbedingt in den Ruhestand. 

### Der Zauberkünstler
Bereits als Schüler entdeckte Wilsmann seine Liebe zur Zauberkunst. Er hat dazu zahlreiche Aufsätze in Zeitschriften und im Fachorgan des Magischen Zirkels von Deutschland veröffentlicht. Häufig hat er in den oben erwähnten Publikumszeitschriften Zauberkünstler vorgestellt. 1938 brachte er das grundlegende Werk über die Zauberkunst, Die zersägte Jungfrau, heraus. 

## Bedeutung
Mit dem 1938 erschienenen Werk über die Zauberkunst hat Wilsmann erstmals eine Bibliographie über deutsche Zauberbücher vom 16. bis 20. Jahrhundert zusammengestellt. Eine Arbeit, die noch heute als Grundlage zur Erforschung der Zauberhistorie gilt. 

## Artikel (Auswahl)
- Simsalabim – Das große Zauberwort in Liliput, Heft 3, März 1961
- Der indische Seiltrick, in Liliput, Heft 4, April 1961

## Bücher
- Die zersägte Jungfrau, 1. Auflage, 1938
- Heitere Jagd auf Fragezeichen, 1. Auflage, 1940
- Der Tönende Fächer, 1940
- Panoptikum des Wunderlichen, 1. Auflage, 1941
- Die zersägte Jungfrau, 2. Auflage, 1941
- Karussell der Liebe, 1942
- Panoptikum des Wunderlichen, 2. Auflage, 1942
- Hundert heitere Hinterlisten. Fröhlicher Denksport für Landser. 1943
- Wunderwelt unter der Tarnkappe, 1. Auflage, 1943
- Die zersägte Jungfrau, 3. Auflage, 1943
- Wunderwelt unter der Tarnkappe, 2. Auflage, 1959

## Nachweise
1. ↑  Nürnberger Nachrichten, 22. April 1966
2. ↑  Impressum Liliput, Heft 4, April 1961, S. 47
3. ↑  Zauberkünstler Punx Zeitschrift Gong, Nr. 29, vom 19. Juli 1959

| Personendaten    | Personendaten                                             |
| ---------------- | --------------------------------------------------------- |
| NAME             | Wilsmann, Aloys Christof                                  |
| KURZBESCHREIBUNG | deutscher Journalist, Mediziner und Amateurzauberkünstler |
| GEBURTSDATUM     | 18. April 1899                                            |
| GEBURTSORT       | Werl, Westfalen                                           |
| STERBEDATUM      | 20. April 1966                                            |
| STERBEORT        | Nürnberg                                                  |